# Dante Baranowski
Dante Baranowski (ur. 25 maja 1882 w Wenecji, zm. 16 czerwca 1925 w Krynicy) – polski aktor, skrzypek i poeta.

## Życiorys
Studiował na Wydziale Filozoficznym Uniwersytetu Lwowskiego, kształcił się także w konserwatoriach we Lwowie oraz Wiedniu. Pracował jako skrzypek w orkiestrze oraz korepetytor solistów opery w Grazu. Po powrocie do Lwowa pracował jako dyrygent chórów amatorskich, a także pisał recenzje muzyczne dla „Gazety Lwowskiej”.
Kierował Towarzystwem Muzycznym we Lwowie i był współorganizatorem Związku Teatrów i Chórów Włościańskich. W 1912 objął kierownictwo Artystycznego Teatru Ludowego, z którym odwiedzał miasteczka Galicji, wystawiając sztuki Stanisława Przybyszewskiego oraz inne dzieła w języku polskim. W latach 1913–1914 występował w Teatrze Polskim w Poznaniu, zaś w 1914–1915 prowadził Teatr w Zakopanem. W 1916 kierował teatrem w Tarnowie, w 1918 objął dyrekcję Teatru Ludowego we Lwowie, a w 1919 przeprowadził się do Krakowa i w latach 1920–1921 pracował w Teatrze „Bagatela”. W 1922 organizował teatr w Szczawnicy oraz w Kielcach. Pisał także wiersze.
Jego żoną była poetka i dramatopisarka Maria Płażek, z którą ożenił się w 1908.